# 2285 Рон Гелін
2285 Рон Гелін (2285 Ron Helin) — астероїд головного поясу, відкритий 27 серпня 1976 року.
Тіссеранів параметр щодо Юпітера — 3,616.